# دي.جي. بيتنكورت
دي.جي. بيتنكورت هو سياسي أمريكي، ولد في 6 يناير 1984 في Salem, New Hampshire ‏ في الولايات المتحدة. نشط حزبياً في الحزب الجمهوري. وقد انتخب عضو مجلس نواب نيوهامبشير ‏.